# Stenocrepis mexicana
Stenocrepis mexicana är en skalbaggsart som beskrevs av Chevorlat. Stenocrepis mexicana ingår i släktet Stenocrepis och familjen jordlöpare. Inga underarter finns listade i Catalogue of Life.